# Basquetebol nos Jogos Olímpicos de Verão de 2016 - Masculino
O torneio masculino de basquetebol nos Jogos Olímpicos de Verão de 2016 foi disputado entre 6 a 21 de agosto. As provas decorreram na Arena Carioca 1 que faz parte do Complexo Olímpico da Barra.

## Medalhistas
Pela terceira vez consecutiva, o ouro e título olímpico foi para os Estados Unidos que derrotaram a Sérvia na final. Já a Espanha superou a Austrália e garantiu o bronze.
|  | USA Estados Unidos |  | SRB Sérvia |  | ESP Espanha |
|  | Jimmy Butler Kevin Durant DeAndre Jordan Kyle Lowry Harrison Barnes DeMar DeRozan Kyrie Irving Klay Thompson DeMarcus Cousins Paul George Draymond Green Carmelo Anthony |  | Miloš Teodosić Marko Simonović Bogdan Bogdanović Stefan Marković Nikola Kalinić Nemanja Nedović Stefan Birčević Miroslav Raduljica Nikola Jokić Vladimir Štimac Stefan Jović Milan Macvan |  | Pau Gasol Rudy Fernández Sergio Rodríguez Juan Carlos Navarro José Manuel Calderón Felipe Reyes Víctor Claver Guillermo Hernangómez Álex Abrines Sergio Llull Nikola Mirotić Ricky Rubio |

## Qualificação
| Método                  | Data                                | Local                | Vagas | Classificado        |
| ----------------------- | ----------------------------------- | -------------------- | ----- | ------------------- |
| País sede               | 7–8 de agosto de 2015               | Tóquio               | 1     | Brasil              |
| FIBA Copa do Mundo 2014 | 31 de agosto–14 de setembro de 2014 | Espanha              | 1     | Estados Unidos      |
| FIBA Oceania 2015       | 15–18 de agosto de 2015             | Melbourne Wellington | 1     | Austrália           |
| FIBA Afrobasket 2015    | 19–30 de agosto de 2015             | Tunísia              | 1     | Nigéria             |
| FIBA Américas 2015      | 31 de agosto–12 de setembro de 2015 | Cidade do México     | 2     | Venezuela Argentina |
| FIBA EuroBasket 2015    | 5–20 de setembro de 2015            | Vários               | 2     | Espanha Lituânia    |
| FIBA Ásia 2015          | 23 de setembro–3 de outubro de 2015 | Changsha             | 1     | China               |
| Pré-Olímpico Mundial    | 5–11 de julho de 2016               | Belgrado             | 1     | Sérvia              |
| Pré-Olímpico Mundial    | 5–11 de julho de 2016               | Pasay                | 1     | França              |
| Pré-Olímpico Mundial    | 5–11 de julho de 2016               | Turim                | 1     | Croácia             |

## Formato
As doze equipes classificadas foram divididas em dois grupos de seis equipes. Cada equipe enfrenta as outras equipes do mesmo grupo, totalizando cinco jogos. As quatro primeiras colocadas de cada grupo se classificam à fase final, disputado no sistema eliminatório simples. As equipes vencedoras das semifinais disputam a final e as perdedoras a medalha de bronze.

## Árbitros
Os seguintes árbitros foram selecionados para o torneio.
- ANG Carlos Júlio
- ARG Leandro Lezcano
- AUS Scott Beker
- AUS Vaughan Mayberry
- BRA Guilherme Locatelli
- BRA Cristiano Maranho
- CAN Karen Lauik
- CAN Stephen Seibel
- CHN Zhu Duan
- CIV Nadege Zouzou
- CRO Sreten Radović
- DOM Natalia Cuello
- ESP Juan Carlos González
- FRA Eddie Viator
- GER Robert Lottermoser
- GER Anne Panther
- GRE Christos Christodoulou
- KOR Hwang In-tae
- LAT Oļegs Latiševs
- MAR Chahinaz Boussetta
- MEX José Reyes
- OMA Ahmed Al-Bulushi
- PHI Ferdinand Pascual
- POL Piotr Pastusiak
- PUR Roberto Vázquez
- SLO Damir Javor
- SRB Ilija Belošević
- UKR Borys Ryzhyk
- USA Steven Anderson
- USA Lauren Holtkamp

## Fase de grupos
Na primeira fase as seleções foram divididas em dois grupos de seis equipas, disputados em formato todos-contra-todos a uma volta. Os quatro primeiros de cada grupo apuraram-se para as quartas de final.
Todas as partidas seguem o fuso horário local (UTC−3).

### Grupo A
|  | Equipes classificadas para a fase seguinte |

| Pos | Equipe         | Pts | J | V | D | PF  | PC  | Dif  | GA   |
| --- | -------------- | --- | - | - | - | --- | --- | ---- | ---- |
| 1   | Estados Unidos | 10  | 5 | 5 | 0 | 524 | 407 | +117 | 100% |
| 2   | Austrália      | 9   | 5 | 4 | 1 | 444 | 368 | +76  | 80%  |
| 3   | França         | 8   | 5 | 3 | 2 | 423 | 378 | +45  | 60%  |
| 4   | Sérvia         | 7   | 5 | 2 | 3 | 426 | 387 | +39  | 40%  |
| 5   | Venezuela      | 6   | 5 | 1 | 4 | 315 | 444 | −129 | 20%  |
| 6   | China          | 5   | 5 | 0 | 5 | 318 | 466 | −148 | 0%   |

Ordenamento da classificação:  1) Pontos; 2) Confronto directo; 3) Diferença de cestos; 4) Cestos marcados.

| 6 de agosto 14:15 | Relatório | Austrália                                         | 87–66 | França                                              |  | Arena Carioca 1 Público: 8 719 Árbitros: BRA C. Maranho USA S. Anderson PHI F. Pascual |  |
| 6 de agosto 14:15 | Relatório | Placar por quarto: 20–14, 16–19, 25–15, 26–18     |       |                                                     |  | Arena Carioca 1 Público: 8 719 Árbitros: BRA C. Maranho USA S. Anderson PHI F. Pascual |  |
| 6 de agosto 14:15 | Relatório | Pts: Mills 21 Rbts: Baynes 8 Asts: Dellavedova 10 |       | Pts: Parker 18 Rbts: Gobert 7 Asts: Diaw, Heurtel 3 |  | Arena Carioca 1 Público: 8 719 Árbitros: BRA C. Maranho USA S. Anderson PHI F. Pascual |  |

| 6 de agosto 19:00 | Relatório | China                                         | 62–119 | Estados Unidos                                        |  | Arena Carioca 1 Público: 10 622 Árbitros: CAN S. Seibel LAT O. Latiševs CRO S. Radovic |  |
| 6 de agosto 19:00 | Relatório | Placar por quarto: 10–30, 20–29, 17–32, 15–28 |        |                                                       |  | Arena Carioca 1 Público: 10 622 Árbitros: CAN S. Seibel LAT O. Latiševs CRO S. Radovic |  |
| 6 de agosto 19:00 | Relatório | Pts: Yi 25 Rbts: Yi, Zhao 6 Asts: Zhao 5      |        | Pts: Durant 25 Rbts: Anthony, Jordan 7 Asts: Durant 6 |  | Arena Carioca 1 Público: 10 622 Árbitros: CAN S. Seibel LAT O. Latiševs CRO S. Radovic |  |

| 6 de agosto 22:30 | Relatório | Venezuela                                           | 62–86 | Sérvia                                            |  | Arena Carioca 1 Público: 5 063 Árbitros: GRE C. Christodolou CHN Zhu D. PUR R. Vázquez |  |
| 6 de agosto 22:30 | Relatório | Placar por quarto: 14–18, 9–26, 18–24, 21–18        |       |                                                   |  | Arena Carioca 1 Público: 5 063 Árbitros: GRE C. Christodolou CHN Zhu D. PUR R. Vázquez |  |
| 6 de agosto 22:30 | Relatório | Pts: Echenique 12 Rbts: Colmenares 6 Asts: Vargas 5 |       | Pts: Bogdanović 19 Rbts: Štimac 9 Asts: Nedović 4 |  | Arena Carioca 1 Público: 5 063 Árbitros: GRE C. Christodolou CHN Zhu D. PUR R. Vázquez |  |

| 8 de agosto 14:15 | Relatório | Sérvia                                                | 80–95 | Austrália                                         |  | Arena Carioca 1 Público: 5 409 Árbitros: BRA C. Maranho UKR B. Ryzhyk BRA G. Locatelli |  |
| 8 de agosto 14:15 | Relatório | Placar por quarto: 23–26, 20–14, 20–22, 17–33         |       |                                                   |  | Arena Carioca 1 Público: 5 409 Árbitros: BRA C. Maranho UKR B. Ryzhyk BRA G. Locatelli |  |
| 8 de agosto 14:15 | Relatório | Pts: Raduljica 25 Rbts: Bogdanović 8 Asts: Marković 4 |       | Pts: Mills 26 Rbts: Bogut 12 Asts: Dellavedova 13 |  | Arena Carioca 1 Público: 5 409 Árbitros: BRA C. Maranho UKR B. Ryzhyk BRA G. Locatelli |  |

| 8 de agosto 19:00 | Relatório | Estados Unidos                               | 113–69 | Venezuela                                    |  | Arena Carioca 1 Público: 10 572 Árbitros: FRA E. Viator AUS S. Beker SLO D. Javor |  |
| 8 de agosto 19:00 | Relatório | Placar por quarto: 18–18, 30–8, 27–25, 38–18 |        |                                              |  | Arena Carioca 1 Público: 10 572 Árbitros: FRA E. Viator AUS S. Beker SLO D. Javor |  |
| 8 de agosto 19:00 | Relatório | Pts: George 20 Rbts: Jordan 9 Asts: Lowry 9  |        | Pts: Cox 20 Rbts: Echenique 7 Asts: Vargas 5 |  | Arena Carioca 1 Público: 10 572 Árbitros: FRA E. Viator AUS S. Beker SLO D. Javor |  |

| 8 de agosto 22:30 | Relatório | França                                        | 88–60 | China                                   |  | Arena Carioca 1 Público: 6 360 Árbitros: ESP J. García PUR R. Vázquez POL P. Pastusiak |  |
| 8 de agosto 22:30 | Relatório | Placar por quarto: 19–14, 23–9, 22–22, 24–15  |       |                                         |  | Arena Carioca 1 Público: 6 360 Árbitros: ESP J. García PUR R. Vázquez POL P. Pastusiak |  |
| 8 de agosto 22:30 | Relatório | Pts: de Colo 19 Rbts: Batum 10 Asts: Parker 8 |       | Pts: Yi 19 Rbts: Yi 6 Asts: Ding, Guo 4 |  | Arena Carioca 1 Público: 6 360 Árbitros: ESP J. García PUR R. Vázquez POL P. Pastusiak |  |

| 10 de agosto 14:15 | Relatório | Sérvia                                           | 75–76 | França                                    |  | Arena Carioca 1 Público: 6 901 Árbitros: UKR B. Ryzhyk LAT O. Latiševs CAN S. Seibel |  |
| 10 de agosto 14:15 | Relatório | Placar por quarto: 17–26, 19–14, 24–17, 15–19    |       |                                           |  | Arena Carioca 1 Público: 6 901 Árbitros: UKR B. Ryzhyk LAT O. Latiševs CAN S. Seibel |  |
| 10 de agosto 14:15 | Relatório | Pts: Raduljica 16 Rbts: Jokić 7 Asts: Teodosić 9 |       | Pts: de Colo 22 Rbts: Diaw 9 Asts: Diaw 9 |  | Arena Carioca 1 Público: 6 901 Árbitros: UKR B. Ryzhyk LAT O. Latiševs CAN S. Seibel |  |

| 10 de agosto 19:00 | Relatório | Austrália                                              | 88–98 | Estados Unidos                                          |  | Arena Carioca 1 Público: 10 957 Árbitros: GRE C. Christodoulou ESP J. García GER R. Lottermoser |  |
| 10 de agosto 19:00 | Relatório | Placar por quarto: 29–29, 25–20, 13–21, 21–28          |       |                                                         |  | Arena Carioca 1 Público: 10 957 Árbitros: GRE C. Christodoulou ESP J. García GER R. Lottermoser |  |
| 10 de agosto 19:00 | Relatório | Pts: Mills 30 Rbts: Dellavedova 6 Asts: Dellavedova 11 |       | Pts: Anthony 31 Rbts: Anthony, Cousins 8 Asts: Irving 5 |  | Arena Carioca 1 Público: 10 957 Árbitros: GRE C. Christodoulou ESP J. García GER R. Lottermoser |  |

| 10 de agosto 22:30 | Relatório | Venezuela                                            | 72–68 | China                                        |  | Arena Carioca 1 Público: 6 223 Árbitros: BRA C. Maranho CRO S. Radović BRA G. Locatelli |  |
| 10 de agosto 22:30 | Relatório | Placar por quarto: 25–13, 13–22, 13–15, 21–18        |       |                                              |  | Arena Carioca 1 Público: 6 223 Árbitros: BRA C. Maranho CRO S. Radović BRA G. Locatelli |  |
| 10 de agosto 22:30 | Relatório | Pts: Colmenares 16 Rbts: Colmenares 5 Asts: Vargas 5 |       | Pts: Guo 17 Rbts: Yi 10 Asts: Guo, Zhou P. 3 |  | Arena Carioca 1 Público: 6 223 Árbitros: BRA C. Maranho CRO S. Radović BRA G. Locatelli |  |

| 12 de agosto 14:15 | Relatório | China                                         | 68–93 | Austrália                                             |  | Arena Carioca 1 Público: 7 704 Árbitros: PUR R. Vázquez ESP C. Peruga CRO S. Radović |  |
| 12 de agosto 14:15 | Relatório | Placar por quarto: 14–17, 20–27, 16–21, 18–28 |       |                                                       |  | Arena Carioca 1 Público: 7 704 Árbitros: PUR R. Vázquez ESP C. Peruga CRO S. Radović |  |
| 12 de agosto 14:15 | Relatório | Pts: Yi 20 Rbts: Yi 9 Asts: Guo 5             |       | Pts: Bairstow 17 Rbts: Bairstow 9 Asts: Dellavedova 8 |  | Arena Carioca 1 Público: 7 704 Árbitros: PUR R. Vázquez ESP C. Peruga CRO S. Radović |  |

| 12 de agosto 19:00 | Relatório | Estados Unidos                                        | 94–91 | Sérvia                                       |  | Arena Carioca 1 Público: 11 413 Árbitros: CAN S. Seibel BRA G. Locatelli POL P. Pastusiak |  |
| 12 de agosto 19:00 | Relatório | Placar por quarto: 27–15, 23–26, 22–21, 22–29         |       |                                              |  | Arena Carioca 1 Público: 11 413 Árbitros: CAN S. Seibel BRA G. Locatelli POL P. Pastusiak |  |
| 12 de agosto 19:00 | Relatório | Pts: Irving 15 Rbts: George 9 Asts: Irving, Cousins 5 |       | Pts: Jokić 25 Rbts: Jokić 6 Asts: Teodosić 6 |  | Arena Carioca 1 Público: 11 413 Árbitros: CAN S. Seibel BRA G. Locatelli POL P. Pastusiak |  |

| 12 de agosto 22:30 | Relatório | França                                            | 96–56 | Venezuela                                    |  | Arena Carioca 1 Público: 7 312 Árbitros: BRA C. Maranho GER R. Lottermoser PHI F. Pascual |  |
| 12 de agosto 22:30 | Relatório | Placar por quarto: 23–18, 19–12, 24–17, 30–9      |       |                                              |  | Arena Carioca 1 Público: 7 312 Árbitros: BRA C. Maranho GER R. Lottermoser PHI F. Pascual |  |
| 12 de agosto 22:30 | Relatório | Pts: Lauvergne 17 Rbts: Kahudi 12 Asts: Heurtel 8 |       | Pts: Echenique 12 Rbts: Vargas 7 Asts: Cox 4 |  | Arena Carioca 1 Público: 7 312 Árbitros: BRA C. Maranho GER R. Lottermoser PHI F. Pascual |  |

| 14 de agosto 14:15 | Relatório | Estados Unidos                                  | 100–97 | França                                                   |  | Arena Carioca 1 Público: 11 302 Árbitros: UKR B. Ryzhyk MEX J. Reyes SLO D. Javor |  |
| 14 de agosto 14:15 | Relatório | Placar por quarto: 30–24, 25–22, 26–23, 19–28   |        |                                                          |  | Arena Carioca 1 Público: 11 302 Árbitros: UKR B. Ryzhyk MEX J. Reyes SLO D. Javor |  |
| 14 de agosto 14:15 | Relatório | Pts: Thompson 30 Rbts: Durant 6 Asts: Irving 12 |        | Pts: de Colo, Heurtel 18 Rbts: Heurtel 8 Asts: Heurtel 9 |  | Arena Carioca 1 Público: 11 302 Árbitros: UKR B. Ryzhyk MEX J. Reyes SLO D. Javor |  |

| 14 de agosto 19:00 | Relatório | Austrália                                         | 81–56 | Venezuela                                         |  | Arena Carioca 1 Público: 9 459 Árbitros: CAN S. Seibel ESP C. Peruga CRO S. Radović |  |
| 14 de agosto 19:00 | Relatório | Placar por quarto: 16–6, 16–19, 21–18, 28–13      |       |                                                   |  | Arena Carioca 1 Público: 9 459 Árbitros: CAN S. Seibel ESP C. Peruga CRO S. Radović |  |
| 14 de agosto 19:00 | Relatório | Pts: Goulding 22 Rbts: Broekhoff 8 Asts: Martin 4 |       | Pts: Pérez 12 Rbts: Vargas, Ruiz 4 Asts: Vargas 7 |  | Arena Carioca 1 Público: 9 459 Árbitros: CAN S. Seibel ESP C. Peruga CRO S. Radović |  |

| 14 de agosto 22:30 | Relatório | Sérvia                                                      | 94–60 | China                               |  | Arena Carioca 1 Público: 7 367 Árbitros: ESP J. García BRA G. Locatelli GER A. Panther |  |
| 14 de agosto 22:30 | Relatório | Placar por quarto: 24–18, 19–10, 35–15, 16–17               |       |                                     |  | Arena Carioca 1 Público: 7 367 Árbitros: ESP J. García BRA G. Locatelli GER A. Panther |  |
| 14 de agosto 22:30 | Relatório | Pts: Bogdanović 19 Rbts: Jokić 7 Asts: Marković, Teodosić 5 |       | Pts: Yi 20 Rbts: Wang 8 Asts: Guo 8 |  | Arena Carioca 1 Público: 7 367 Árbitros: ESP J. García BRA G. Locatelli GER A. Panther |  |

### Grupo B
|  | Equipes classificadas para a fase seguinte |

| Pos | Equipe     | Pts  | J | V | D | PF  | PC  | Dif | GA  |
| --- | ---------- | ---- | - | - | - | --- | --- | --- | --- |
| 1   | Croácia    | 8(a) | 5 | 3 | 2 | 400 | 407 | −7  | 60% |
| 2   | Espanha    | 8(a) | 5 | 3 | 2 | 432 | 357 | +75 | 60% |
| 3   | Lituânia   | 8(b) | 5 | 3 | 2 | 392 | 428 | −36 | 60% |
| 4   | Argentina  | 8(b) | 5 | 3 | 2 | 441 | 428 | +13 | 60% |
| 5   | Brasil (A) | 7    | 5 | 2 | 3 | 411 | 407 | +4  | 40% |
| 6   | Nigéria    | 6    | 5 | 1 | 4 | 392 | 441 | −49 | 20% |

Ordenamento da classificação: 1) Pontos; 2) Confronto directo; 3) Diferença de cestos; 4) Cestos marcados.

(A) Anfitrião.

Confronto direto:

Nota a:  Entre as equipes empatadas, Croácia e Espanha com 2 vitórias e 1 derrota. Croácia ganhou à Espanha por 72–70.

Nota b:  Entre as equipes empatadas, Lituânia e Argentina com 1 vitória e 2 derrotas. Lituânia ganhou à Argentina por 81–73.

| 7 de agosto 14:15 | Relatório | Brasil                                          | 76–82 | Lituânia                                             |  | Arena Carioca 1 Público: 7 990 Árbitros: FRA E. Viator USA S. Anderson MEX J. Reyes |  |
| 7 de agosto 14:15 | Relatório | Placar por quarto: 17–27, 12–31, 23–12, 24–12   |       |                                                      |  | Arena Carioca 1 Público: 7 990 Árbitros: FRA E. Viator USA S. Anderson MEX J. Reyes |  |
| 7 de agosto 14:15 | Relatório | Pts: Barbosa 21 Rbts: Hilário 8 Asts: Huertas 3 |       | Pts: Kalnietis 16 Rbts: Jankūnas 7 Asts: Kalnietis 8 |  | Arena Carioca 1 Público: 7 990 Árbitros: FRA E. Viator USA S. Anderson MEX J. Reyes |  |

| 7 de agosto 19:00 | Relatório | Croácia                                                     | 72–70 | Espanha                                       |  | Arena Carioca 1 Público: 8 039 Árbitros: CAN S. Seibel LAT O. Latiševs GER R. Lottermoser |  |
| 7 de agosto 19:00 | Relatório | Placar por quarto: 13–21, 19–17, 15–16, 25–16               |       |                                               |  | Arena Carioca 1 Público: 8 039 Árbitros: CAN S. Seibel LAT O. Latiševs GER R. Lottermoser |  |
| 7 de agosto 19:00 | Relatório | Pts: Bogdanovic 23 Rbts: Ukić, Babić, Šarić 7 Asts: Šarić 5 |       | Pts: Gasol 26 Rbts: Gasol 9 Asts: Rodríguez 7 |  | Arena Carioca 1 Público: 8 039 Árbitros: CAN S. Seibel LAT O. Latiševs GER R. Lottermoser |  |

| 7 de agosto 22:30 | Relatório | Nigéria                                            | 66–94 | Argentina                                                 |  | Arena Carioca 1 Público: 8 425 Árbitros: SRB I. Belošević SLO D. Javor UKR B. Ryzhyk |  |
| 7 de agosto 22:30 | Relatório | Placar por quarto: 15–22, 16–28, 19–22, 16–22      |       |                                                           |  | Arena Carioca 1 Público: 8 425 Árbitros: SRB I. Belošević SLO D. Javor UKR B. Ryzhyk |  |
| 7 de agosto 22:30 | Relatório | Pts: Diogu 15 Rbts: Diogu 13 Asts: Gbinije, Umeh 3 |       | Pts: Campazzo 19 Rbts: Scola 9 Asts: Campazzo, Ginóbili 5 |  | Arena Carioca 1 Público: 8 425 Árbitros: SRB I. Belošević SLO D. Javor UKR B. Ryzhyk |  |

| 9 de agosto 14:15 | Relatório | Espanha                                        | 65–66 | Brasil                                        |  | Arena Carioca 1 Público: 10 761 Árbitros: SRB I. Belošević PUR R. Vázquez SLO D. Javor |  |
| 9 de agosto 14:15 | Relatório | Placar por quarto: 13–18, 18–16, 14–19, 20–13  |       |                                               |  | Arena Carioca 1 Público: 10 761 Árbitros: SRB I. Belošević PUR R. Vázquez SLO D. Javor |  |
| 9 de agosto 14:15 | Relatório | Pts: Gasol 13 Rbts: Gasol 10 Asts: Rodríguez 5 |       | Pts: Huertas 11 Rbts: Lima 10 Asts: Huertas 7 |  | Arena Carioca 1 Público: 10 761 Árbitros: SRB I. Belošević PUR R. Vázquez SLO D. Javor |  |

| 9 de agosto 19:00 | Relatório | Lituânia                                            | 89–80 | Nigéria                                 |  | Arena Carioca 1 Público: 5 785 Árbitros: CAN S. Seibel GER R. Lottermoser GER A. Panther |  |
| 9 de agosto 19:00 | Relatório | Placar por quarto: 13–16, 23–25, 29–13, 24–26       |       |                                         |  | Arena Carioca 1 Público: 5 785 Árbitros: CAN S. Seibel GER R. Lottermoser GER A. Panther |  |
| 9 de agosto 19:00 | Relatório | Pts: Mačiulis 21 Rbts: Sabonis 7 Asts: Kalnietis 12 |       | Pts: Diogu 19 Rbts: Diogu 7 Asts: Ere 4 |  | Arena Carioca 1 Público: 5 785 Árbitros: CAN S. Seibel GER R. Lottermoser GER A. Panther |  |

| 9 de agosto 22:30 | Relatório | Argentina                                     | 90–82 | Croácia                                    |  | Arena Carioca 1 Público: 8 514 Árbitros: GRE C. Christodoulou USA S. Anderson MEX J. Reyes |  |
| 9 de agosto 22:30 | Relatório | Placar por quarto: 22–22, 24–18, 27–14, 17–28 |       |                                            |  | Arena Carioca 1 Público: 8 514 Árbitros: GRE C. Christodoulou USA S. Anderson MEX J. Reyes |  |
| 9 de agosto 22:30 | Relatório | Pts: Scola 23 Rbts: Scola 9 Asts: Campazzo 8  |       | Pts: Šarić 19 Rbts: Šarić 10 Asts: Šarić 7 |  | Arena Carioca 1 Público: 8 514 Árbitros: GRE C. Christodoulou USA S. Anderson MEX J. Reyes |  |

| 11 de agosto 14:15 | Relatório | Brasil                                        | 76–80 | Croácia                                       |  | Arena Carioca 1 Público: 10 756 Árbitros: UKR B. Ryzhyk LAT O. Latiševs PUR R. Vázquez |  |
| 11 de agosto 14:15 | Relatório | Placar por quarto: 17–19, 14–22, 19–18, 26–21 |       |                                               |  | Arena Carioca 1 Público: 10 756 Árbitros: UKR B. Ryzhyk LAT O. Latiševs PUR R. Vázquez |  |
| 11 de agosto 14:15 | Relatório | Pts: Barbosa 16 Rbts: Lima 6 Asts: Huertas 9  |       | Pts: Bogdanović 33 Rbts: Šarić 7 Asts: Ukić 4 |  | Arena Carioca 1 Público: 10 756 Árbitros: UKR B. Ryzhyk LAT O. Latiševs PUR R. Vázquez |  |

| 11 de agosto 19:00 | Relatório | Nigéria                                       | 87–96 | Espanha                                   |  | Arena Carioca 1 Público: 6 999 Árbitros: USA S. Anderson CHN Zhu D. MEX J. Reyes |  |
| 11 de agosto 19:00 | Relatório | Placar por quarto: 11–25, 30–18, 25–22, 21–31 |       |                                           |  | Arena Carioca 1 Público: 6 999 Árbitros: USA S. Anderson CHN Zhu D. MEX J. Reyes |  |
| 11 de agosto 19:00 | Relatório | Pts: Oguchi 24 Rbts: Diogu 7 Asts: Uzoh 7     |       | Pts: Gasol 16 Rbts: Reyes 9 Asts: Llull 5 |  | Arena Carioca 1 Público: 6 999 Árbitros: USA S. Anderson CHN Zhu D. MEX J. Reyes |  |

| 11 de agosto 22:30 | Relatório | Lituânia                                                  | 81–73 | Argentina                                             |  | Arena Carioca 1 Público: 11 093 Árbitros: SRB I. Belošević SLO D. Javor FRA E. Viator |  |
| 11 de agosto 22:30 | Relatório | Placar por quarto: 16–15, 14–12, 27–22, 24–24             |       |                                                       |  | Arena Carioca 1 Público: 11 093 Árbitros: SRB I. Belošević SLO D. Javor FRA E. Viator |  |
| 11 de agosto 22:30 | Relatório | Pts: Kuzminskas 23 Rbts: Valančiūnas 10 Asts: Kalnietis 7 |       | Pts: Ginóbili 22 Rbts: Scola, Nocioni 7 Asts: Scola 4 |  | Arena Carioca 1 Público: 11 093 Árbitros: SRB I. Belošević SLO D. Javor FRA E. Viator |  |

| 13 de agosto 14:15 | Relatório | Argentina                                                       | 111–107 | Brasil                                        | OT | Arena Carioca 1 Público: 11 701 Árbitros: GRE C. Christodolou CAN S. Seibel MEX J. Reyes |  |
| 13 de agosto 14:15 | Relatório | Placar por quarto: 28–19, 16–33, 23–20, 18–13, OT: 10–10, 16–12 |         |                                               | OT | Arena Carioca 1 Público: 11 701 Árbitros: GRE C. Christodolou CAN S. Seibel MEX J. Reyes |  |
| 13 de agosto 14:15 | Relatório | Pts: Nocioni 37 Rbts: Nocioni 11 Asts: Campazzo 11              |         | Pts: Hilário 24 Rbts: Hilário 11 Asts: Neto 4 | OT | Arena Carioca 1 Público: 11 701 Árbitros: GRE C. Christodolou CAN S. Seibel MEX J. Reyes |  |

| 13 de agosto 19:00 | Relatório | Espanha                                       | 109–59 | Lituânia                                                 |  | Arena Carioca 1 Público: 11 045 Árbitros: SRB I. Belošević LAT O. Latiševs PUR R. Vázquez |  |
| 13 de agosto 19:00 | Relatório | Placar por quarto: 26–11, 22–18, 36–16, 25–14 |        |                                                          |  | Arena Carioca 1 Público: 11 045 Árbitros: SRB I. Belošević LAT O. Latiševs PUR R. Vázquez |  |
| 13 de agosto 19:00 | Relatório | Pts: Gasol 23 Rbts: Reyes 9 Asts: Llull 6     |        | Pts: Kuzminskas 17 Rbts: Valančiūnas 10 Asts: Mačiulis 2 |  | Arena Carioca 1 Público: 11 045 Árbitros: SRB I. Belošević LAT O. Latiševs PUR R. Vázquez |  |

| 13 de agosto 22:30 | Relatório | Croácia                                       | 76–90 | Nigéria                                 |  | Arena Carioca 1 Público: 8 720 Árbitros: USA S. Anderson SLO D. Javor AUS S. Beker |  |
| 13 de agosto 22:30 | Relatório | Placar por quarto: 28–21, 11–22, 17–27, 20–20 |       |                                         |  | Arena Carioca 1 Público: 8 720 Árbitros: USA S. Anderson SLO D. Javor AUS S. Beker |  |
| 13 de agosto 22:30 | Relatório | Pts: Bogdanović 28 Rbts: Simon 6 Asts: Ukić 4 |       | Pts: Umeh 19 Rbts: Diogu 12 Asts: Ere 6 |  | Arena Carioca 1 Público: 8 720 Árbitros: USA S. Anderson SLO D. Javor AUS S. Beker |  |

| 15 de agosto 14:15 | Relatório | Nigéria                                                        | 69–86 | Brasil                                           |  | Arena Carioca 1 Público: 11 173 Árbitros: SRB I. Belošević ALE R. Lottermoser PHI F. Pascual |  |
| 15 de agosto 14:15 | Relatório | Placar por quarto: 16–15, 15–27, 21–17, 17–27                  |       |                                                  |  | Arena Carioca 1 Público: 11 173 Árbitros: SRB I. Belošević ALE R. Lottermoser PHI F. Pascual |  |
| 15 de agosto 14:15 | Relatório | Pts: Akognon 16 Rbts: Aminu 7 Asts: Diogu, Uzoh, Umeh, Aminu 2 |       | Pts: Hilário 19 Rbts: Hilário 7 Asts: Huertas 11 |  | Arena Carioca 1 Público: 11 173 Árbitros: SRB I. Belošević ALE R. Lottermoser PHI F. Pascual |  |

| 15 de agosto 19:00 | Relatório | Espanha                                                   | 92–73 | Argentina                                                                |  | Arena Carioca 1 Público: 10 949 Árbitros: GRE C. Christodoulou CAN S. Seibel PUR R. Vázquez |  |
| 15 de agosto 19:00 | Relatório | Placar por quarto: 25–15, 23–20, 23–22, 21–16             |       |                                                                          |  | Arena Carioca 1 Público: 10 949 Árbitros: GRE C. Christodoulou CAN S. Seibel PUR R. Vázquez |  |
| 15 de agosto 19:00 | Relatório | Pts: Fernández 23 Rbts: Gasol 13 Asts: Rodríguez, Llull 5 |       | Pts: Laprovíttola 21 Rbts: Scola, Ginóbili, Delía 5 Asts: Laprovíttola 4 |  | Arena Carioca 1 Público: 10 949 Árbitros: GRE C. Christodoulou CAN S. Seibel PUR R. Vázquez |  |

| 15 de agosto 22:30 | Relatório | Lituânia                                                 | 81–90 | Croácia                                         |  | Arena Carioca 1 Público: 7 809 Árbitros: UKR B. Ryzhyk USA S. Anderson POL P. Pastusiak |  |
| 15 de agosto 22:30 | Relatório | Placar por quarto: 21–13, 20–34, 14–28, 26–15            |       |                                                 |  | Arena Carioca 1 Público: 7 809 Árbitros: UKR B. Ryzhyk USA S. Anderson POL P. Pastusiak |  |
| 15 de agosto 22:30 | Relatório | Pts: Kalnietis 26 Rbts: Valančiūnas 6 Asts: Kalnietis 11 |       | Pts: Bogdanović 22 Rbts: Simon 10 Asts: Simon 6 |  | Arena Carioca 1 Público: 7 809 Árbitros: UKR B. Ryzhyk USA S. Anderson POL P. Pastusiak |  |

## Fase final
Na fase final, as seleções apuradas disputaram jogos em formato de eliminatória, num máximo de três encontros mais (para as equipas que discutiram as medalhas).
|  | Quartas de final | Quartas de final |              |         | Semifinal           | Semifinal           |  |  | Disputa pelo ouro | Disputa pelo ouro |
|  |                  |                  |              |         |                     |                     |  |  |                   |                   |
|  | 17 de agosto     |                  |              |         |                     |                     |  |  |                   |                   |
|  |                  |                  |              |         |                     |                     |  |  |                   |                   |
|  | Austrália        | 90               |              |         |                     |                     |  |  |                   |                   |
|  | Austrália        | 90               | 19 de agosto |         |                     |                     |  |  |                   |                   |
|  | Lituânia         | 64               |              |         |                     |                     |  |  |                   |                   |
|  | Lituânia         | 64               | Austrália    | 61      |                     |                     |  |  |                   |                   |
|  | 17 de agosto     |                  | Austrália    | 61      |                     |                     |  |  |                   |                   |
|  |                  | Sérvia           | 87           |         |                     |                     |  |  |                   |                   |
|  | Croácia          | Sérvia           | 87           | 83      |                     |                     |  |  |                   |                   |
|  | Croácia          |                  | 21 de agosto | 83      |                     |                     |  |  |                   |                   |
|  | Sérvia           | 86               |              |         |                     |                     |  |  |                   |                   |
|  | Sérvia           | 86               | Sérvia       | 66      |                     |                     |  |  |                   |                   |
|  | 17 de agosto     |                  | Sérvia       | 66      |                     |                     |  |  |                   |                   |
|  |                  | Estados Unidos   | 96           |         |                     |                     |  |  |                   |                   |
|  | Estados Unidos   | Estados Unidos   | 96           | 105     |                     |                     |  |  |                   |                   |
|  | Estados Unidos   | 19 de agosto     |              | 105     |                     |                     |  |  |                   |                   |
|  | Argentina        | 78               |              |         |                     |                     |  |  |                   |                   |
|  | Argentina        | 78               | Espanha      | 76      | Disputa pelo bronze | Disputa pelo bronze |  |  |                   |                   |
|  | 17 de agosto     |                  | Espanha      | 76      | Disputa pelo bronze | Disputa pelo bronze |  |  |                   |                   |
|  |                  | Estados Unidos   | 82           |         |                     |                     |  |  |                   |                   |
|  | Espanha          | Estados Unidos   | 82           | 92      | Austrália           | 88                  |  |  |                   |                   |
|  | Espanha          |                  |              | 92      | Austrália           | 88                  |  |  |                   |                   |
|  | França           | 67               |              | Espanha | 89                  |                     |  |  |                   |                   |
|  | França           | 67               |              |         | 89                  |                     |  |  |                   |                   |
|  |                  |                  |              |         |                     |                     |  |  | 21 de agosto      |                   |
|  |                  |                  |              |         |                     |                     |  |  |                   |                   |

### Quartas de final
| 17 de agosto 11:00 | Relatório | Austrália                                     | 90–64 | Lituânia                                                              |  | Arena Carioca 1 Público: 9 348 Árbitros: USA S. Anderson CAN S. Seibel POL P. Pastusiak |  |
| 17 de agosto 11:00 | Relatório | Placar por quarto: 26–17, 22–13, 22–13, 20–21 |       |                                                                       |  | Arena Carioca 1 Público: 9 348 Árbitros: USA S. Anderson CAN S. Seibel POL P. Pastusiak |  |
| 17 de agosto 11:00 | Relatório | Pts: Mills 24 Rbts: Bogut 7 Asts: Bogut 6     |       | Pts: Kalnietis, Kavaliauskas 12 Rbts: Valančiūnas 8 Asts: Kalnietis 5 |  | Arena Carioca 1 Público: 9 348 Árbitros: USA S. Anderson CAN S. Seibel POL P. Pastusiak |  |

| 17 de agosto 14:30 | Relatório | Espanha                                       | 92–67 | França                                      |  | Arena Carioca 1 Público: 9 725 Árbitros: MEX J. Reyes SLO D. Javor LAT O. Latiševs |  |
| 17 de agosto 14:30 | Relatório | Placar por quarto: 19–16, 24–14, 26–19, 23–18 |       |                                             |  | Arena Carioca 1 Público: 9 725 Árbitros: MEX J. Reyes SLO D. Javor LAT O. Latiševs |  |
| 17 de agosto 14:30 | Relatório | Pts: Mirotić 23 Rbts: Gasol 8 Asts: Navarro 5 |       | Pts: Parker 14 Rbts: Gobert 12 Asts: Diaw 5 |  | Arena Carioca 1 Público: 9 725 Árbitros: MEX J. Reyes SLO D. Javor LAT O. Latiševs |  |

| 17 de agosto 18:45 | Relatório | Estados Unidos                                | 105–78 | Argentina                                     |  | Arena Carioca 1 Público: 11 700 Árbitros: SRB I. Belošević BRA G. Locatelli GER R. Lottermoser |  |
| 17 de agosto 18:45 | Relatório | Placar por quarto: 25–21, 31–19, 31–21, 18–17 |        |                                               |  | Arena Carioca 1 Público: 11 700 Árbitros: SRB I. Belošević BRA G. Locatelli GER R. Lottermoser |  |
| 17 de agosto 18:45 | Relatório | Pts: Durant 27 Rbts: George 8 Asts: Durant 6  |        | Pts: Scola 15 Rbts: Scola 10 Asts: Campazzo 9 |  | Arena Carioca 1 Público: 11 700 Árbitros: SRB I. Belošević BRA G. Locatelli GER R. Lottermoser |  |

| 17 de agosto 22:15 | Relatório | Croácia                                           | 82–86 | Sérvia                                                                |  | Arena Carioca 1 Público: 9 027 Árbitros: ESP J. García UKR B. Ryzhyk PUR R. Vázquez |  |
| 17 de agosto 22:15 | Relatório | Placar por quarto: 19–20, 19–12, 14–34, 31–20     |       |                                                                       |  | Arena Carioca 1 Público: 9 027 Árbitros: ESP J. García UKR B. Ryzhyk PUR R. Vázquez |  |
| 17 de agosto 22:15 | Relatório | Pts: Bogdanović 28 Rbts: Planinić 9 Asts: Simon 5 |       | Pts: Bogdanović 18 Rbts: Marković, Kalinić, Jović 4 Asts: Teodosić 10 |  | Arena Carioca 1 Público: 9 027 Árbitros: ESP J. García UKR B. Ryzhyk PUR R. Vázquez |  |

### Semifinal
| 19 de agosto 19:00 | Relatório | Austrália                                             | 61–87 | Sérvia                                           |  | Arena Carioca 1 Público: 9 655 Árbitros: CAN S. Seibel LAT O. Latiševs GER R. Lottermoser |  |
| 19 de agosto 19:00 | Relatório | Placar por quarto: 5–16, 9–19, 24–31, 23–21           |       |                                                  |  | Arena Carioca 1 Público: 9 655 Árbitros: CAN S. Seibel LAT O. Latiševs GER R. Lottermoser |  |
| 19 de agosto 19:00 | Relatório | Pts: Mills, Motum 13 Rbts: Baynes 8 Asts: Broekhoff 4 |       | Pts: Teodosić 22 Rbts: Jokić 11 Asts: Teodosić 5 |  | Arena Carioca 1 Público: 9 655 Árbitros: CAN S. Seibel LAT O. Latiševs GER R. Lottermoser |  |

| 19 de agosto 15:30 | Relatório | Espanha                                       | 76–82 | Estados Unidos                                           |  | Arena Carioca 1 Público: 10 455 Árbitros: GRE C. Christodoulou MEX J. Reyes BRA G. Locatelli |  |
| 19 de agosto 15:30 | Relatório | Placar por quarto: 17–26, 22–19, 18–21, 19–16 |       |                                                          |  | Arena Carioca 1 Público: 10 455 Árbitros: GRE C. Christodoulou MEX J. Reyes BRA G. Locatelli |  |
| 19 de agosto 15:30 | Relatório | Pts: Gasol 23 Rbts: Gasol 8 Asts: Rodríguez 5 |       | Pts: Thompson 22 Rbts: Jordan 16 Asts: Lowry, Thompson 3 |  | Arena Carioca 1 Público: 10 455 Árbitros: GRE C. Christodoulou MEX J. Reyes BRA G. Locatelli |  |

### Disputa pelo bronze
| 21 de agosto 11:30 | Relatório | Austrália                                              | 88–89 | Espanha                                        |  | Arena Carioca 1 Público: 9 449 Árbitros: SRB I. Belošević USA S. Anderson PUR R. Vázquez |  |
| 21 de agosto 11:30 | Relatório | Placar por quarto: 17–23, 21–17, 26–27, 24–22          |       |                                                |  | Arena Carioca 1 Público: 9 449 Árbitros: SRB I. Belošević USA S. Anderson PUR R. Vázquez |  |
| 21 de agosto 11:30 | Relatório | Pts: Mills 30 Rbts: Lisch, Motum 6 Asts: Dellavedova 8 |       | Pts: Gasol 31 Rbts: Gasol 11 Asts: Rodríguez 5 |  | Arena Carioca 1 Público: 9 449 Árbitros: SRB I. Belošević USA S. Anderson PUR R. Vázquez |  |

### Final
| 21 de agosto 15:45 | Relatório | Sérvia                                                            | 66–96 | Estados Unidos                                |  | Arena Carioca 1 Público: 10 658 Árbitros: MEX J. Reyes ESP J. García UKR B. Ryzhyk |  |
| 21 de agosto 15:45 | Relatório | Placar por quarto: 15–19, 14–33, 14–27, 23–17                     |       |                                               |  | Arena Carioca 1 Público: 10 658 Árbitros: MEX J. Reyes ESP J. García UKR B. Ryzhyk |  |
| 21 de agosto 15:45 | Relatório | Pts: Nedović 14 Rbts: Jokić 4 Asts: Teodosić, Bogdanović, Jović 3 |       | Pts: Durant 30 Rbts: Cousins 15 Asts: Lowry 5 |  | Arena Carioca 1 Público: 10 658 Árbitros: MEX J. Reyes ESP J. García UKR B. Ryzhyk |  |

## Classificação final
A classificação é determinada desta forma:
- 1º ao 4º:
  - Resultados da final e da disputa pelo bronze.
- 5º ao 8º:
  - Registo de vitórias e derrotas na fase de grupos
  - Classificação na fase de grupos (ex.: o terceiro do grupo A é melhor classificado do que o quarto do grupo B.)
- 9º e 10º, 11º e 12º:
  - Os quintos classificados de cada grupo são classificados em 9º e 10º; os sextos são classificados em 11º e 12º
  - Registo de vitórias e derrotas na fase de grupos

Esta foi a classificação final:
| Pos                              | Equipe            | J                 | V                 | D                 | PF                | PC                | Dif               | Grupos            |
| Seleções na final                | Seleções na final | Seleções na final | Seleções na final | Seleções na final | Seleções na final | Seleções na final | Seleções na final | Seleções na final |
| -------------------------------- | ----------------- | ----------------- | ----------------- | ----------------- | ----------------- | ----------------- | ----------------- | ----------------- |
| Medalha de ouro                  | Estados Unidos    | 8                 | 8                 | 0                 | 807               | 627               | +180              |                   |
| Medalha de prata                 | Sérvia            | 8                 | 4                 | 4                 | 665               | 627               | +38               |                   |
| Seleções na disputa pelo bronze  |                   |                   |                   |                   |                   |                   |                   |                   |
| Medalha de bronze                | Espanha           | 8                 | 5                 | 3                 | 689               | 594               | +95               |                   |
| 4º                               | Austrália         | 8                 | 5                 | 3                 | 683               | 608               | +75               |                   |
| Eliminadas nas quartas de final  |                   |                   |                   |                   |                   |                   |                   |                   |
| 5º                               | Croácia           | 6                 | 3                 | 3                 | 483               | 493               | −10               | B–1º              |
| 6º                               | França            | 6                 | 3                 | 3                 | 490               | 470               | +20               | A–3º              |
| 7º                               | Lituânia          | 6                 | 3                 | 3                 | 456               | 518               | −62               | B–3º              |
| 8º                               | Argentina         | 6                 | 3                 | 3                 | 519               | 533               | −14               | B–4º              |
| Quintos classificados dos grupos |                   |                   |                   |                   |                   |                   |                   |                   |
| 9º                               | Brasil            | 5                 | 2                 | 3                 | 411               | 407               | +4                |                   |
| 10º                              | Venezuela         | 5                 | 1                 | 4                 | 315               | 444               | −129              |                   |
| Sextos classificados dos grupos  |                   |                   |                   |                   |                   |                   |                   |                   |
| 11º                              | Nigéria           | 5                 | 1                 | 4                 | 392               | 441               | –49               |                   |
| 12º                              | China             | 5                 | 0                 | 5                 | 318               | 466               | −148              |                   |